# Euploea maassi
Euploea maassi är en fjärilsart som beskrevs av Hagen 1898. Euploea maassi ingår i släktet Euploea och familjen praktfjärilar. Inga underarter finns listade i Catalogue of Life.